# Mimohoplorana
Mimohoplorana es un género de escarabajos longicornios de la tribu Acanthocinini que contiene una sola especie, Mimohoplorana puncticollis. La especie fue descrita por Breuning en 1960.
Se distribuye por la India. Mide aproximadamente 12 milímetros de longitud.